# Nàndids

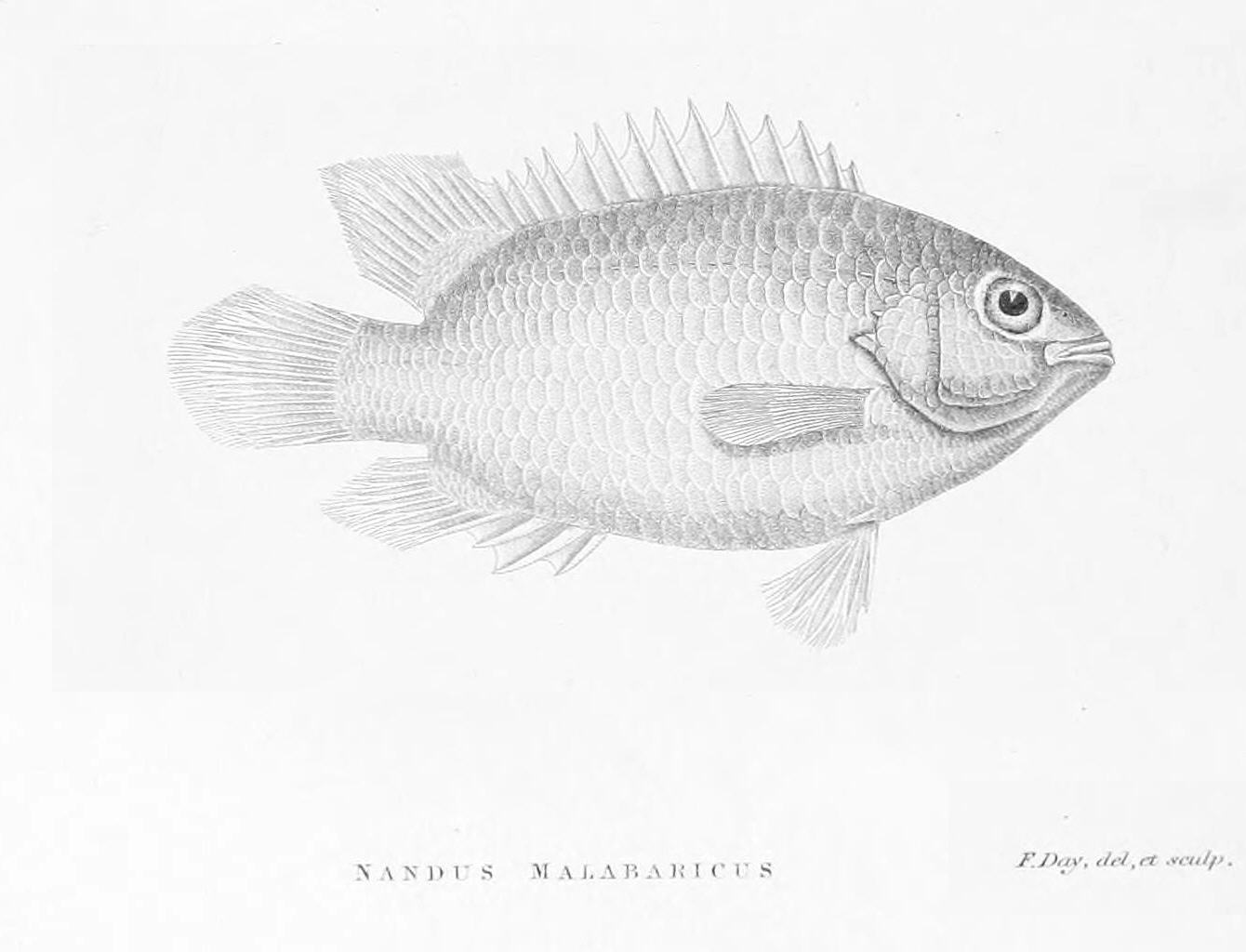
Pristolepis marginata

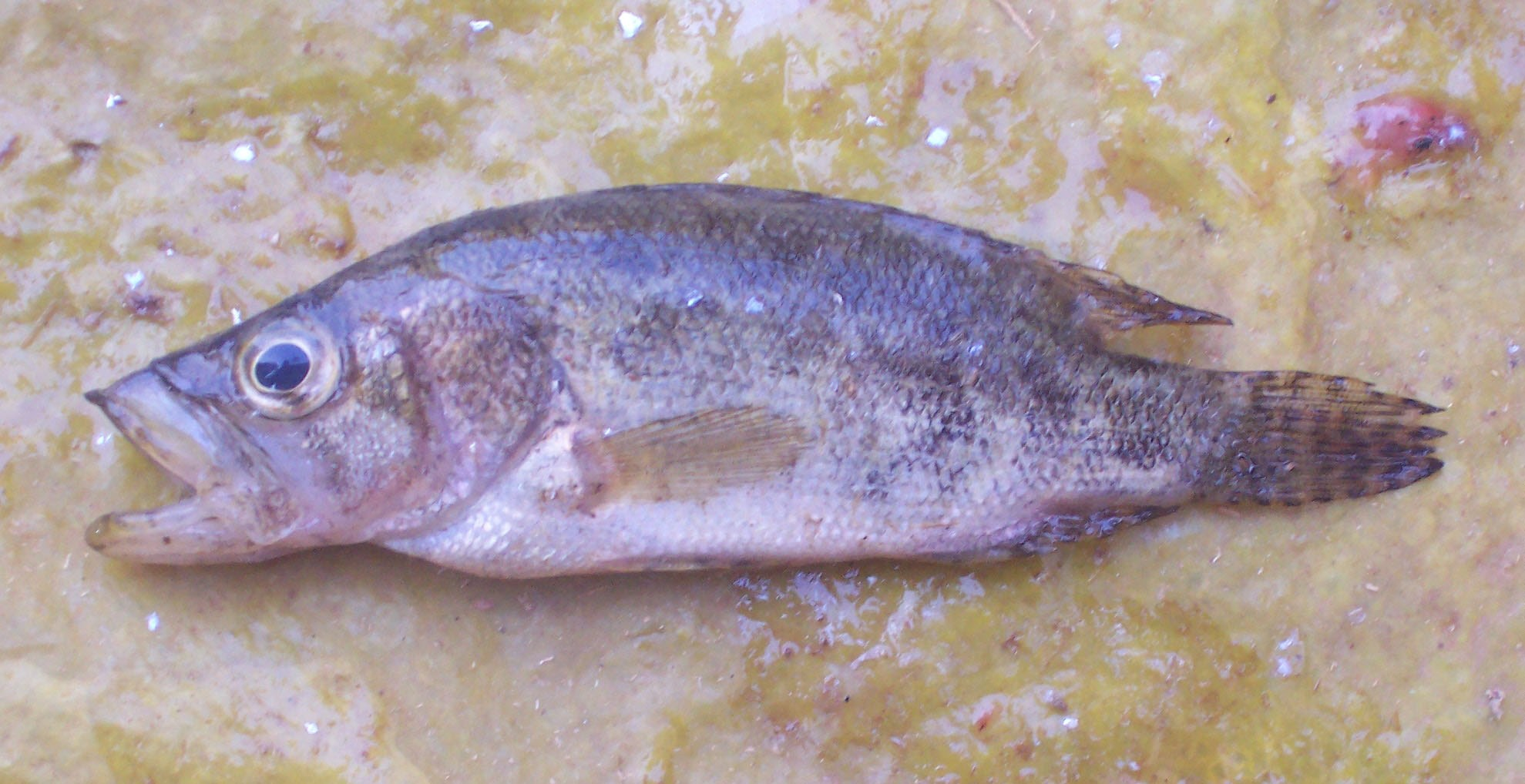
Nandus nandus capturat al riu Kathani (Maharashtra, l'Índia).

Nandidae constitueix una família de peixos pertanyent a l'ordre dels perciformes.

## Descripció
- Coloració que sembla haver evolucionat per semblar-se a aquella de les fulles.
- Cap petit.
- Boca protràctil.
- Aleta dorsal contínua.
- Aleta caudal arrodonida.
- Línia lateral incompleta o inexistent.
- 23 vèrtebres.[2][3]

## Alimentació
Moltes espècies són depredadors ferotges: mengen petits peixos, insectes i d'altres invertebrats aquàtics.

## Hàbitats i distribució geogràfica
Són peixos d'aigua dolça i salabrosa que viuen a l'Àsia meridional.

## Gèneres i espècies
- Afronandus (Meinken, 1955)[4]
  - Afronandus sheljuzhkoi (Meinken, 1954)[5]
- Nandus (Valenciennes, 1831)[6]
- Polycentropsis (Boulenger, 1901)[7]
  - Polycentropsis abbreviata (Boulenger, 1901)[8]
- Pristolepis (Jerdon, 1849)[9]
  - Pristolepis fasciata (Bleeker, 1851)[10]
  - Pristolepis grootii (Bleeker, 1852)[11]
  - Pristolepis marginata (Jerdon, 1849)[12][13][14][15][16][17][18]

## Ús comercial
Llur aparença semblant a una fulla i estrany comportament els fan molt apreciats dins el món de l'aquariofília.